# Andrena pandellei
Andrena pandellei là một loài ong trong họ Andrenidae. Loài này được Pérez miêu tả khoa học đầu tiên năm 1895.